# 柳原駅 (岩手県)
柳原駅（やなぎはらえき）は、岩手県北上市柳原町1丁目にある、東日本旅客鉄道（JR東日本）北上線の駅である。
2018年のダイヤ改正まで早朝の横手行1本が当駅を通過していた。

## 歴史
- 1963年（昭和38年）5月15日：日本国有鉄道（国鉄）の駅として新設[2][3]。気動車の旅客のみ取扱う無人駅[4]。
- 1987年（昭和62年）4月1日：国鉄分割民営化に伴い、JR東日本の駅となる[2]。
- 2024年（令和6年）10月1日：えきねっとQチケのサービスを開始[1][5]。

## 駅構造
単式ホーム1面1線を有する地上駅で、北上駅管理の無人駅である。なお、4両編成の場合は、後ろ1.5両分がホームからはみ出して停車する。

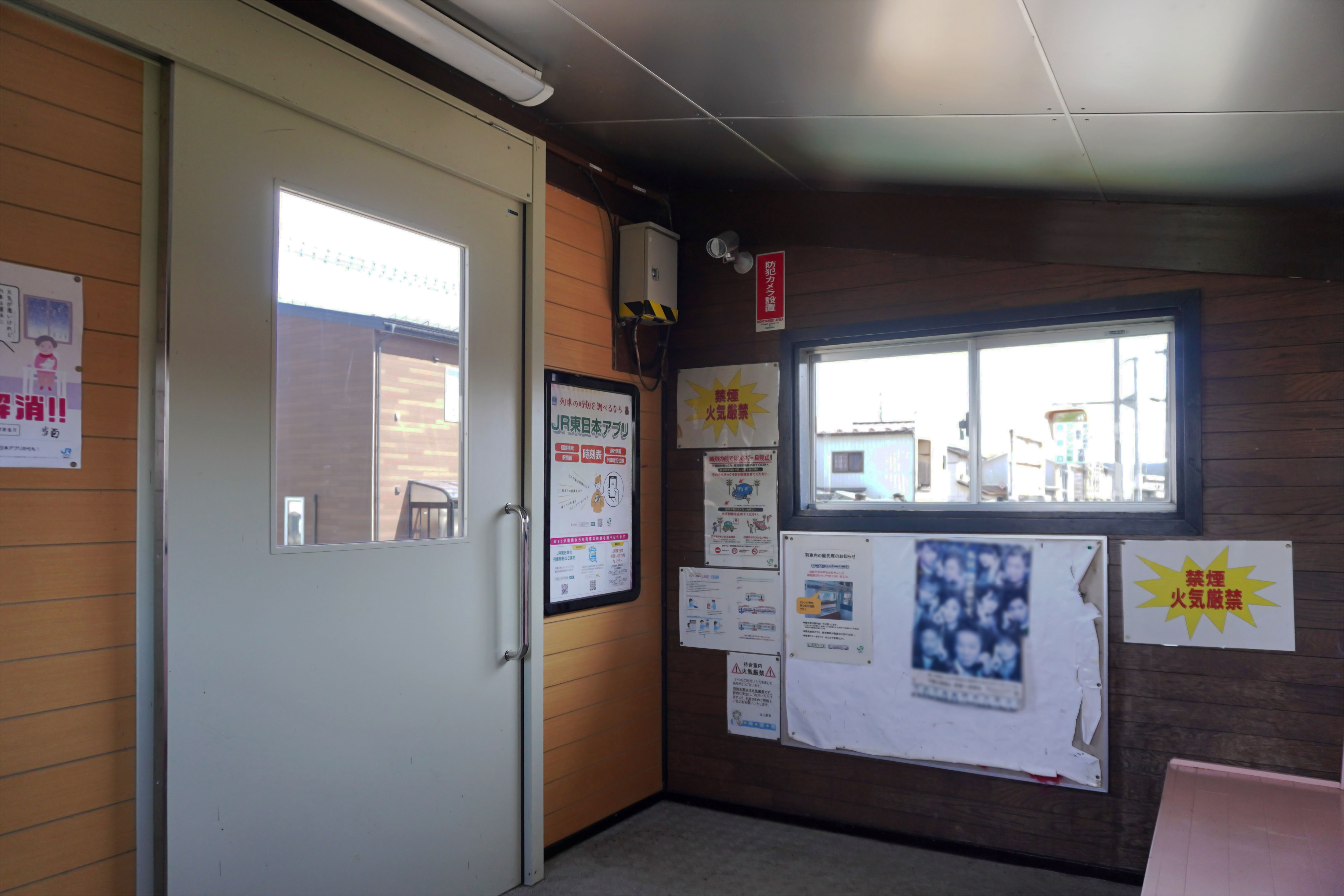
待合室（2023年10月）
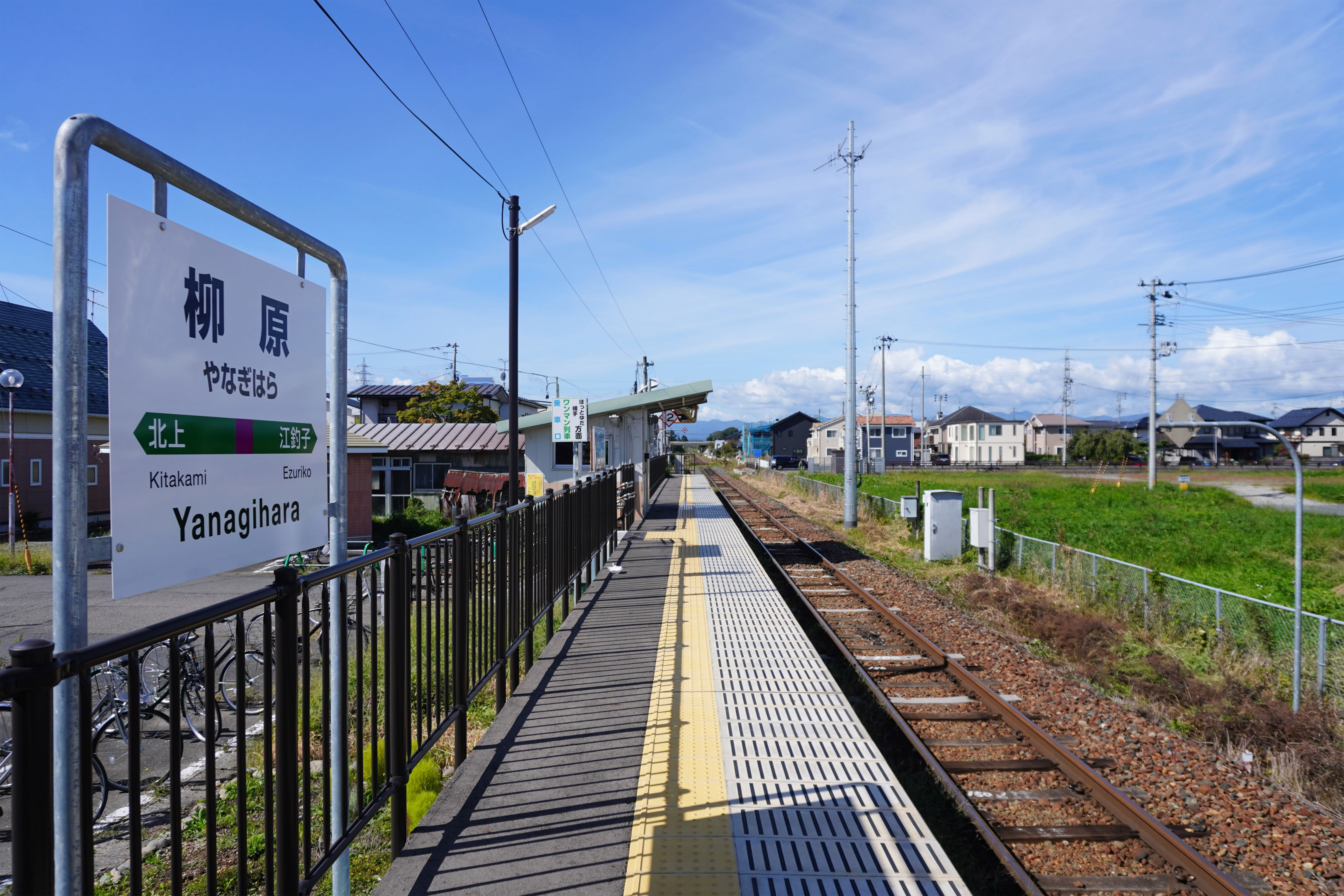
ホーム（2023年10月）

## 駅周辺
- 北上市文化交流センター さくらホール
- TOILETやなぎはら（北上市設置の時計・公衆トイレ）
- 日本現代詩歌文学館
- 詩歌の森公園
- 北上地区消防組合 北上消防署
- 日本基督教団 北上教会
- 専修大学北上高等学校
- 北上市立黒沢尻西小学校
- 北上鍛冶町郵便局
- 北上本通郵便局
- 七十七銀行 北上支店
- 国道4号（北上バイパス）
- 国道107号
- 県道245号南笹間黒沢尻線
- 県道254号相去飯豊線
- イオン江釣子店
- ドン・キホーテ北上店

## 隣の駅
東日本旅客鉄道（JR東日本）
■北上線
□快速・■普通
北上駅 - 柳原駅 - 江釣子駅